# Adiantum aneitense
Adiantum aneitense é uma espécie de feto pertencente à família Adiantaceae.
A espécie foi descrita por William Carruthers e publicada em Flora Vitiensis 346. 1873., no ano de 1873.
Não se encontra protegida por legislação portuguesa ou da Comunidade Europeia.

## Distribuição
Esta espécie ocorre nos Açores.

## Sinonímia
Segundo o The Plant List, esta espécie tem os seguintes taxa com estatuto de não resolvido, isto é, não é possível definir se são sinónimos ou aceites:
- Adiantum aneitense Carr.in Seem.
- Adiantum aneitense Carrière